# Ludwig Christ (Politiker, 1900)
Ludwig Christ (* 5. September 1900 in Winterburg, Kreis Kreuznach; † 13. März 1938 in Koblenz) war ein deutscher Politiker (NSDAP) und von 1933 bis 1938 Oberbürgermeister der Stadt Trier.

## Leben
Nach dem Besuch der Volksschule wurde er Lehrling in einem Schreibwarengeschäft. 1917–1918 war Christ Kriegsfreiwilliger. Nach dem Krieg war er zunächst als Reisender tätig. Zum 1. September 1928 trat er der NSDAP bei (Mitgliedsnummer 97.695) und war ab 1932 auch hauptamtlich als Gauschatzmeister tätig. Nach der Machtübernahme wurde er ehrenamtlicher Beigeordneter der Stadt Koblenz.
Er war der »starke Mann« in der Koblenzer Stadtverwaltung. Unter seiner Leitung kam es zu den ersten politischen Säuberungen. Es folgte seine Ernennung zum Preußischen Staatsrat.
Am 20. Oktober 1933 wurde Christ durch den preußischen Innenminister zum Oberbürgermeister von Trier ernannt. Bereits fünf Tage später, am 25. Oktober 1933, wurde er in das Amt eingeführt, zunächst kommissarisch und ab 1. Januar 1934 endgültig.
Für die Ernennung hatte sich vor allem der NSDAP-Gauleiter Gustav Simon eingesetzt. Die Ernennung erfolgte nach der unter Vorwänden vollzogenen Zwangspensionierung des Oberbürgermeisters Heinrich Weitz. Christ wollte das tiefkatholische Trier in eine nationalsozialistische Musterkommune verwandeln. 1937 gab er an, auf freie Stellen der Stadtverwaltung „immer nur Altkämpfer“ der NSDAP (bis dahin 160 Personen) eingestellt zu haben.
1937 erkrankte Christ an Leukämie und starb am 13. März 1938.